# D220 (Gers)
De D220 is een 7,5 km lange departementale weg, die in het Franse departement Gers (regio Occitanie) van noord naar zuid loopt.

## Loop van de D220
De D220 loopt in het noorden van Bellegarde, naar de D128 in het zuiden. Deze vervolgd naar Arrouède. De D220 gaat door heuvelachtig gebied.

## Plaatsen aan de D220
Van noord naar zuid:
| - Bellegarde - kruist de D27 - kruist de D171 - Bajon | - kruist de D139 - Bézues-Bajon - gaat over in D128 |  |